# Ingo Langberg
Ingo Langberg (* 20. Juli 1934 in Rostock; † 22. Juli 2013 in Mayen) war ein deutscher Hörspielregisseur und Theaterschauspieler.

## Leben
Ingo Langberg wuchs in Mecklenburg auf. Als Schüler begann er mit der Komparserie. Später arbeitete er als Schauspieler und begann eine Tanzausbildung. In Ost-Berlin war er Hörspiel- und Featureregisseur beim Rundfunk der DDR im Funkhaus Nalepastraße.
Seit dem Fall der Berliner Mauer war Ingo Langberg als freier Theaterschauspieler tätig und auf verschiedenen Berliner Bühnen zu sehen. Unter anderem war Langberg im Ensemble des Berliner Theater gegen den Mittelstand, Theater Puta Madre, Capital-Ensemble und im Seniorentheater Berlin-Köpenick engagiert.
Seit 2010 lebte er in Mayen, wo er am 22. Juli 2013 im Alter von 79 Jahren starb.

## Inszenierungen
Hörspiele (Regie)
- 1977 Dr. Canton mag keine bitteren Mandeln
- 1978 Bitte, das Spiel zu machen, Dr. Canton
- 1979 Der Bart ist ab
- 1979: Peter Gauglitz: Mardermantel (Kriminalhörspiel/Kurzhörspiel – Rundfunk der DDR)
- 1980 Amnesie
- 1981 Das Kaninchen und die Schlange
- 1982 Und ihr Alibi, Dr. Canton
- 1990 Verschobene Anklage
- 1991 Einmal wirst du reden

Theater gegen den Mittelstand (Schauspieler)
- 2000 Maß für Maß (Herzogs Vincentio von Wien)
- 2001 Lulu (Schigolch)
- 2002 Roberto Zucco (alter Mann)
- 2002 Die nackte Wahrheit

Theater Puta Madre
- 1999 Weihnachtsmärchen 2.0 (Pastor)
- 2000 hamlet.ophelia.andere.idioten (Polonius)
- 2001 Othell@
- 2001 Macbeth.Scottish.Psycho (Duncan – König von Schottland)
- 2001 Balkonszene im Rahmen der Veranstaltung 5 Regisseure, 10 Stücke, 1 Abend II (Amme)